# Joseph-Alphonse-Omer de Valbelle
Pour les articles homonymes, voir Valbelle (homonymie).
Joseph-Alphonse-Omer de Valbelle, comte de Tourves, né le 18 juin 1729 à Aix-en-Provence et mort le 18 novembre 1778 à Paris, est un gentilhomme et militaire français du XVIIIe siècle.

## Biographie

### Origines et famille
Issue d'apothicaires de Marseille, la famille de Valbelle est anoblie au XVIe siècle et va devenir une des plus importantes de Provence. Elle compte des officiers dans l'Armée et la Marine royale, des présidents  et des conseillers au parlement d'Aix, trois évêques de Saint-Omer.
Il est le fils cadet d’André-Geoffroi de Valbelle, maître-de-camp de cavalerie, et de Marguerite Delphine de Valbelle, unique héritière du marquis de Tourves qui par leur mariage réunirent les deux branches subsistantes de la famille les mettant à la tête d’une vingtaine de fiefs et de cinq châteaux.
Il est comte d'Oraison, marquis de Tourves, Rians, Montfuron baron de Meyrargues, comte de Valbelle, de Sainte-Tulle et de Ribiers, seigneur de Venelles, Peyrolles, Mousteyret, Levens, Le Revest, Cucuron et autres lieux.

### Carrière militaire
Il est mestre de camp du régiment de Berry-Cavalerie (1749), maréchal de camp (1762) et lieutenant-général de Provence. Il s’illustre à plusieurs reprises.

### Vie privée
Il mène une vie mondaine à Paris où il possédait un hôtel particulier rue du Bac, qui après lui appartint à Fouché, et à Aix-en-Provence où il avait un hôtel, rue de la Porte Bellegarde (actuellement, 22-24 rue Mignet), bâti, à la fin du XVIIe siècle, par son bisaïeul, Joseph-Anne. C'est dans cet hôtel de Valbelle, qu'il fréquente les encyclopédistes et les philosophes tels que Voltaire, Diderot, d'Alembert et Rousseau. L'hôtel sert aujourd'hui de gendarmerie.
Il est connu pour avoir été l’amant de Mademoiselle Clairon pendant dix-neuf ans mais chacun eut des aventures de son côté. Il fera frapper avec M. de Villepinte une médaille qui porte à l’avers le buste de Mlle Clairon, et au revers l’inscription Melpomène et l’Amitié ont fait graver cette médaille.
Au décès, le 7 août 1766, de son frère aîné le marquis Joseph Ignace de Valbelle, époux de Gabrielle Pauline Bouthillier de Chavigny, il hérite de la fortune familiale. On dit de son frère qu’il laissa de nombreux bâtards dont une fille de Madame Molé.
Il reçoit aussi dans le château familial de Tourves qu’il a complètement remanié et doté d’une esplanade, de deux parcs et de fabriques dont notamment une colonnade et un obélisque. Il y donne des fêtes brillantes et reçoit la noblesse provençale dans une assemblée distinguée que Mirabeau appelait « la Cour d’amour » dont Mme de Rolland de Réauville (née Polixène Barrigue de Montvalon) était la reine.
En 1773, il rompt avec la Clairon et s’installe définitivement à Tourves. Celle-ci laissa entendre dans ses Mémoires qu’elle s’était ruinée pour faire face au train de vie dispendieux de son amant mais il était beaucoup plus riche qu’elle et lui lègue à sa mort une rente de 4 000 livres.
Ami des Lettres, il crée un prix pour l'ouvrage le plus utile qui aurait paru dans l'année et dont Berquin est le lauréat. Il fait des dons importants pour les pauvres ainsi qu'à la ville d'Aix.
Il meurt d’une crise d'apoplexie à Paris le 18 novembre 1778, dans les bureaux du premier commis de la guerre, M. de Saint-Paul.
Le 25 août 1779, son buste par Houdon avec l’inscription : Joseph-Alphonse-Omer, comte de Valbelle, bienfaiteur des lettres, est exposé dans la salle des assemblées de l’Académie française à laquelle il avait léguée 25 000 livres. D'Alembert fait son éloge qui est moins applaudi que le buste.
Il est inhumé à la Chartreuse de Montrieux, à laquelle il légua 6 000 livres, dans un mausolée qu’avait fait construire sa mère et qui fut détruit à la Révolution. Quatre statues de femmes, deux debout et deux assises, encadraient le monument. Un buste, probablement d'après Houdon, couronnait l’urne. Les fragments sont dispersés en 1822 et conservés à Fréjus, Toulon, Draguignan et à la grotte de la Sainte Baume.
En 2023, ces éléments - hormis la statue de Marie-Magdeleine, scellée dans la grotte de la Sainte Baume à Saint Maximin - sont rassemblés et exposés au Musée des Beaux-Arts de Draguignan.